# Jean-Philippe Quignon
Jean-Philippe Quignon, né le 25 septembre 1961 à Morlaix et mort le 7 septembre 2012 à Brest, était un journaliste français et un programmateur de festivals de musique.

## Éléments de biographie
Jean-Philippe Quignon a été journaliste au Télégramme de 1993 à 2010, où il a été successivement chef de rédaction à Guingamp et à Morlaix où il dirigeait l'antenne locale du journal, et coprésident bénévole du Festival des Vieilles Charrues depuis 1998.

### Bénévole au Festival des Vieilles Charrues
Très impliqué dans la vie associative musicale en Bretagne, Jean Philippe Quignon a d’abord œuvré au festival Tamaris de Carantec et Morlaix entre 1987 et 1992, puis aux Hespérides, le club-concert de Plounéour-Trez dans le Finistère.
C’est en 1998 qu’il intègre l’équipe organisatrice du Festival des Vieilles Charrues de Carhaix en tant que coprogrammateur. Il devient ensuite  coprésident de l’évènement en conservant son statut de bénévole.
Son action a marqué l’histoire des trois dernières décennies de la musique en Bretagne. Il laisse derrière lui le plus grand festival de musiques actuelles de France.
Jean Philippe Quignon était marié à Cécile, journaliste au Télégramme et père de trois enfants. Il meurt d’un cancer le 7 septembre 2012.

## Hommages
L'annonce de sa disparition a entrainé de nombreuses réactions à l'échelle nationale.
La ministre de la Culture, Aurélie Filippetti a rendu hommage à « sa programmation toujours inattendue, son goût pour les mélanges audacieux », qui « a largement contribué à faire des Vieilles Charrues l’un des festivals les plus importants et les plus attendus de l’été ». Pour les médias, Jean Philippe Quignon était le visage et la voix de l’événement carhaisien.
Le ministre de la Défense et ancien président du conseil régional de Bretagne, Jean-Yves Le Drian a rappelé que «grâce au travail de Jean-Philippe Quignon, les Vieilles Charrues sont aujourd'hui le symbole vivant du dynamisme et d'une culture bretonne fièrement enracinée sur son territoire mais aussi innovante, créative et ouverte sur le monde. Sa disparition laissera un grand vide sur la scène culturelle bretonne ainsi que dans le paysage médiatique régional».
Pierrick Massiot, président du conseil régional à l'époque , expliquait qu'«avec le décès de Jean-Philippe Quignon, c'est la Bretagne, "terre de festival", qui perd un pilier. Il avait fait des Vieilles Charrues le festival de renommée européenne et de qualité reconnue que nous connaissons tous. Il était aussi un formidable organisateur pour les milliers de bénévoles au service du Centre-Bretagne…».